# 小行星1196
小行星1196（1196 Sheba）是一颗围绕太阳公转的小行星。1931年5月21日，西里爾·傑克遜在约翰内斯堡发现了此天体。
該小行星以示巴女王命名。
这颗小行星的绝对星等为261.6918077010768等。